# Organización de Partisanos Unidos
La Organización de Partisanos Unidos (Fareynikte Partizaner Organizatsye en polaco) también conocida como F.P.O. fue una organización militar clandestina judía que luchó en la Segunda Guerra Mundial contra los nazis en una guerra de guerrillas en los bosques de lo que hoy es Lituania y Bielorrusia.

## Historia
Estaba formada por judíos del gueto de Vilna. A diferencia de lo que sucedió en el levantamiento del gueto de Varsovia donde los judíos se dividieron en dos organizaciones militares: el Z.O.B. de izquierda y el Z.Z.W. de derecha, en Vilna los rebeldes judíos formaron una única organización compuesta por judíos de distintas ideologías.
Los partisanos del F.P.O. provenían del Bund (partido comunista y sindicato judío) y de los movimientos juveniles sionistas Betar (derecha), Hashomer (izquierda) y Hanoar Hatzioni (centro).
Debido a rumores de que los judíos deportados del gueto de Vilna fueron fusilados en el bosque, el 21 de enero de 1942 se funda el F.P.O. en bajo el liderazgo del judío comunista Yitzjak Wittenberg. Poco después Wittenberg es capturado y asume el liderazgo Abba Kovner. Otro líder importante de los partisanos fue Josef Glazman, miembro de Betar.
La F.P.O. organiza un escape del gueto, 500 judíos huyeron por las alcantarillas de la ciudad de Vilna hasta llegar a los bosques, en donde iniciaron una guerra de guerrillas contra la ocupación nazi uniéndose a los partisanos locales. El F.P.O. llevó a cabo principalmente acciones de contrabando de armas y saboteos que debilitaron a Alemania y ayudaron al avance soviético en el frente oriental.
Componían la organización tres unidades: "Vengadores", "A la victoria" y "Muerte al Fascismo".
Algunos de los partisanos del F.P.O. lograron sobrevivir hasta el final de la guerra, terminaron haciendo aliá a Israel. Entre ellos Kovner, quien luego sería considerado un héroe en Israel.